# Within a Mile of Home
Within a Mile of Home – trzeci album studyjny grupy Flogging Molly, wydany 14 września 2004 roku.

## Spis utworów
1. „Screaming at the Wailing Wall” – 3:41
2. „The Seven Deadly Sins” – 2:50
3. „Factory Girls” – 3:51
4. „To Youth (My Sweet Roisin Dubh)” – 3:17
5. „Whistles the Wind” – 4:32
6. „Light of a Fading Star” – 3:52
7. „Tobacco Island” – 5:17
8. „The Wrong Company” – 0:36
9. „Tomorrow Comes a Day Too Soon” – 3:32
10. „Queen Anne’s Revenge” – 3:06
11. „The Wanderlust” – 3:31
12. „Within a Mile of Home” – 3:53
13. „The Spoken Wheel” – 2:13
14. „With a Wonder and a Wild Desire” – 3:40
15. „Don’t Let Me Die Still Wondering” – 4:17